# Закон о проширењу граница Квебека, 1912.
Закон о проширењу граница Квебека, 1912. (енгл. Quebec Boundaries Extension Act, 1912) је закон који је Парламент Канаде усвојио 1. априла 1912. године, којим је проширена територија провинције Квебек. Био је допуна Закон о проширењу граница Квебека, 1898. којим је покрајини одобрено прво територијално проширење. Закон је на провинцију пренео огромну територију омеђену реком Истмејн, обалом Лабрадор и Хадсоновим и Унгава заливом, проширујући северну границу на своју садашњу локацију. Ове пределе су насељавали абориџински народи у Канади Кри, Монтањаји, Наскапи и Инуити.
Канада и Њуфаундленд се нису слагали око локације постојеће границе између Квебека и Лабрадора до 1927. године. Канадска савезна влада је прихватила постојећу границу  коју су Њуфаундленд и Лабрадор тражили, Квебек ју је оспоравао и до данас је није прихватио.